# Vastedda della valle del Belìce

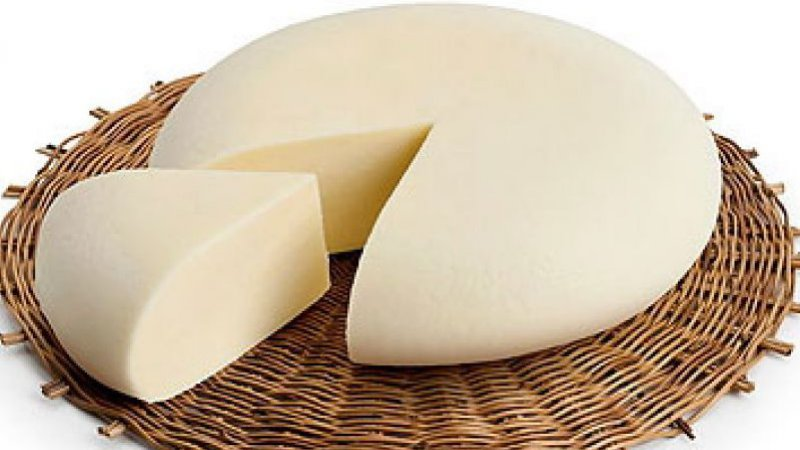
Vastedda della valle del Belìce (Laib und Anschnitt)

Vastedda della valle del Belìce ist ein italienischer Filatakäse aus Schafsmilch mit geschützter Ursprungsbezeichnung.

## Herkunft
Das Herkunftsgebiet umfasst die Verwaltungsgebiete der Gemeinden Caltabellotta, Menfi, Montevago, Sambuca di Sicilia, Santa Margherita di Belìce und Sciacca in der Provinz Agrigent, Calatafimi, Campobello di Mazara, Castelvetrano, Gibellina, Partanna, Poggioreale, Salaparuta, Salemi, Santa Ninfa und Vita in der Provinz Trapani und Contessa Entellina und Bisacquino, begrenzt auf den Ortsteil „San Biagio“ in der Provinz Palermo.
Für die Käseproduktion wird ausschließlich rohe Milch der Schafrasse Valle del Belìce verwendet. Die Schafhaltung erfolgt auf  Natur- und/oder Kulturweiden. Sie erhalten neben dem Frischfutter Heu und Stroh aus dem Herkunftsgebiet, Weizenstoppeln sowie pflanzliche Nebenerzeugnisse wie Grasschnitt und Rebenblätter aus der Weinbergpflege, Olivenzweige aus dem Winterschnitt und Sprosse von Feigenkakteen. Die Zugabe von Getreidekörnern, Hülsenfrüchten und gentechnisch unverändertem einfachem oder gemischtem Kraftfutter ist bis zu einem Anteil von 50 % der gesamten Futtertrockenmasse erlaubt.
Die Erzeugung der Milch und des Käses muss im Herkunftsgebiet erfolgen.

## Herstellung
Vastedda della valle del Belìce wird aus roher Schafsvollmilch mit natürlicher Fermentationssäure hergestellt und ist einer der wenigen Filata-Käsesorten aus Schafsmilch. Zum Festwerden wird der Käse nach dem Ziehen in tiefe, „Vastedde“ genannte Keramikteller gelegt die ihm seine flachrunde Form geben und von denen sich sein Name ableitet.

## Eigenschaften
Der fladenförmige Laib hat leicht konvexe Ränder und eine Höhe von 3 bis 4 cm, einen Durchmesser von 15 bis 17 cm und wiegt 500 bis 700 g.
Die rindenlose Oberfläche ist elfenbeinfarben, glatt, kompakt und weist keine Löcher oder Falten auf. Ein hell strohfarbener Belag ist zulässig. Der Teig  ist gleichmäßig weiß, glatt, ohne Körnung und darf keine oder nur sehr wenige Löcher haben und nicht bzw. nur wenig schwitzen.
Vastedda della valle del Belìce hat ein Aroma von frischer Schafsmilch, schmeckt mild und  frisch und hat leicht säuerliche Äderungen.

## Kennzeichnung und Handel
Das Erzeugnis wird in der Herstellungskäserei hermetisch verschlossene Polyethylenhülle verpackt. Auf der Polyethylenhülle angebrachte Etiketten müssen neben dem Logo der Ursprungsbezeichnung den Schriftzug „Vastedda della valle del Belìce“ tragen.